# Simon Van Vossel
Simon Van Vossel, né le 28 février 1979 à Gand, est un patineur de vitesse sur piste courte belge.

## Biographie
Lors de la coupe du monde de patinage de vitesse sur piste courte 1998-1999, il arrive deuxième au 3 000 mètres sur une manche et au 1 500 mètres sur une autre manche. Il prend aussi le bronze au 500 mètres sur une autre manche.
Il arrive treizième du 500 mètres aux épreuves de patinage de vitesse sur piste courte aux Jeux olympiques de 2002.